# Rio Reiser
 (avril 2020).
Si vous disposez d'ouvrages ou d'articles de référence ou si vous connaissez des sites web de qualité traitant du thème abordé ici, merci de compléter l'article en donnant les références utiles à sa vérifiabilité et en les liant à la section « Notes et références ».
Pour les articles homonymes, voir Reiser.
Rio Reiser, de son vrai nom Ralph Christian Möbius, né le 9 janvier 1950 à Berlin-Ouest et mort le 20 août 1996 à Fresenhagen (Schleswig-Holstein), est un chanteur allemand, musicien, compositeur, parolier et acteur.
Rio Reiser était de 1970 à 1985 le chanteur et auteur-compositeur principal du groupe de chanson rock Ton Steine Scherben. Après sa dissolution, il poursuit sa carrière musicale en solo.

## Biographie

### Jeunesse
Son père était un ingénieur travaillant l'emballage cartonné chez Siemens AG ; la famille déménage à plusieurs reprises pour son travail. Elle vit ainsi à Berlin-Ouest, Traunreut en Bavière, Nuremberg, Brühl, près de Mannheim, Fellbach et Rodgau. Reiser explique qu'il se sentait à certains de ces endroits comme à la maison. Dans une interview diffusée après sa mort en 1998 sur ARTE, certains de ses amis supposent que Reiser a commencé avec la musique afin de compenser cette perte.
Reiser avait déjà son caractère. Il convainc ainsi sa mère Erika d'arrêter ses études pour un apprentissage dans un studio de photographie à Offenbach-Bieber. Elle le prenait pour un autodidacte qui n'avait pas besoin d'apprendre des autres. Il apprit aussi par lui-même le violoncelle, la guitare, le piano et d'autres instruments de musique.
Il choisit son pseudonyme en lisant le roman Anton Reiser de Karl Philipp Moritz pour en faire Rio Reiser. Dans son adolescence, il est un fan des Beatles et des Rolling Stones.
En 1970, il vit son homosexualité même s'il n'en parle publiquement qu'à partir de 1986.

## Carrière

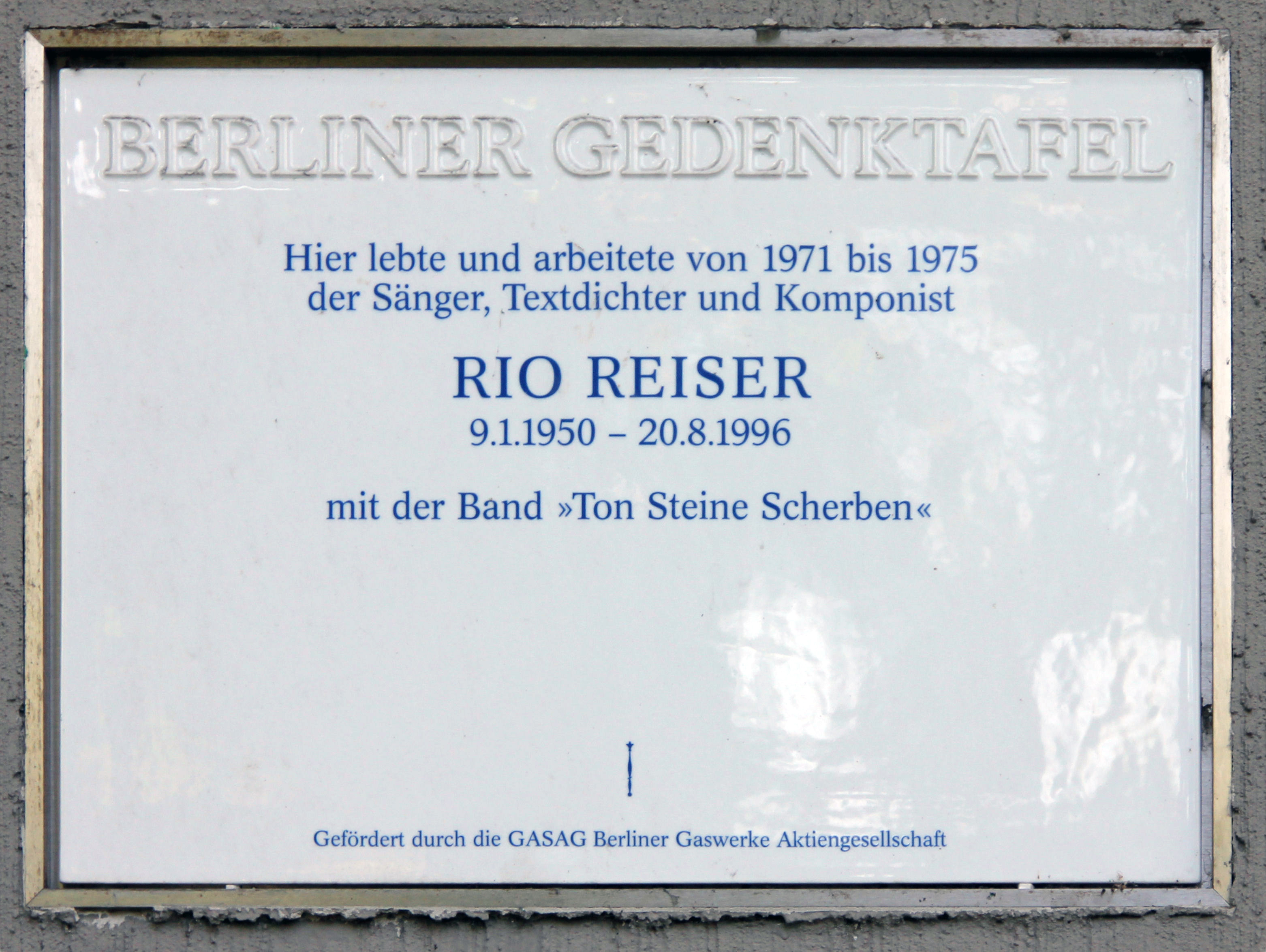
Plaque commémorative pour Rio Reiser à Berlin

En janvier 1966, R.P.S. Lanrue qui deviendra le guitariste et le compositeur de Ton Steine Scherben demande à Rio Reiser s'il veut chanter dans son groupe. Un premier s'appelle Kings Beat et reprend surtout de la musique pop. Ils en fondent un autre rock, De Galaxis, où ils jouent leurs compositions. Reiser arrête son apprentissage pour s'installer à Berlin-Ouest. Il y écrit une comédie musicale qui n'obtient pas de succès.

### Ton Steine Scherben
En 1970, Rio Reiser et R.P.S. Lanrue avec Wolfgang Seidel et Kai Sichtermann  fondent Ton Steine Scherben (ce qui donne en français "Terre, pierres, éclats" (la réponse donnée par l’archéologue Von Schliemann à la question de savoir ce qu’il avait trouvé lors de ses fouilles en Grèce). Dès la même année, le groupe participe à son premier festival.
Leurs premiers albums autoproduits Warum geht es mir so dreckig (1971) et Vor allem Keine Macht für Niemand (1972) les amènent à se produire en Allemagne de l'Ouest où leurs paroles en allemand inspirées par la politique de gauche qui suit 1968 font qualifier leur style de « Agitrock », mélange d'agitation politique et de rock. Le groupe devient vite culte dans la mouvance des squatteurs grâce à leur chanson Rauch-Haus-Song.
Quand Berlin les considère comme un « juke-box de chansons de gauche », ils partent s'installer à Fresenhagen. En 1975 sort le double album Wenn die Nacht am tiefsten, qui voit l'abandon de chansons aux thèmes strictement politiques pour des ballades plus intimistes et mélancoliques. Sans se séparer, les membres se consacrent ensuite à des projets solos.
En 1981, le groupe revient avec un quatrième album où il abandonne définitivement son image de groupe engagé et repart en tournée. Le succès est au rendez-vous. En raison d'un mauvais management et de billets au coût peu élevé, elle fait une dette que ses producteurs remboursent. Avec l'album Scherben en 1983, ils font des concerts dans des meetings de Alliance 90 / Les Verts.
En 1985, Ton Steine Scherben se sépare après la publication d'un album live Berlin 84 en raison de tensions entre les membres sur l'économie des tournées qui a fait une dette de 200000 deutsche marks parce que Rio Reiser et Ton Steine Scherben refusaient de participer à une industrie du disque.

### Carrière solo
En 1984, Rio Reiser sort son premier single solo puis en 1985 un premier album solo qu'il produit avec CBS. Ses chansons König von Deutschland et Junimond sont de tels succès qu'il rembourse vite cette dette.
Beaucoup de fans de Ton Steine Scherben ont du mal avec ce nouveau plan de carrière d'une idole de la scène alternative. Ils ne comprennent pas que la plupart des chansons de Reiser dans sa carrière solo ont été écrites alors qu'il était encore dans son groupe (König von Deutschland et Junimond ont été joués en concert en 1976).
En 1986, Rio Reiser participe à une tournée avec d'autres stars de la chanson allemande qui se termine devant 100 000 personnes dans un festival organisé contre les déchets nucléaires. La dernière chanson est une reprise seul au piano de Over the Rainbow.
L'album Blinder Passagier en 1987 n'atteint pas le même succès. Mais la tournée qui suit attire les spectateurs. Il joue même à Berlin-Est lors de deux concerts pour la Jeunesse libre allemande qui sont aussi retransmis sur la radio est-allemande.
Après des compositions pour le série Tatort, Rio Rieser sort en 1989 son troisième album *** qui fait preuve d'innovation en s'intéressant aux musiques électroniques.
En 1991, Rio revient au rock avec Durch die Wand. C'est un succès critique mais pas public. Sa tournée est annulée en raison de problèmes de santé.
Über Alles en 1993 surprend par son mélange entre les inspirations initiales et nouvelles de Rio Reiser. Il reprend une chanson de Ton Steine Scherben.
En 1994, il sort une autobiographie qui s'arrête au début de sa carrière solo et un album compilation.
En 1995, sort son dernier album solo Himmel und Hölle qui était au départ la bande originale d'un film dans lequel Rio Reiser a joué. Au début de l'été, malgré son état de santé, Rio Reiser entame une nouvelle tournée qui avait bien commencé par plusieurs festivals mais qu'il doit ensuite annuler. Il fait son dernier concert officiel le 24 mai 1996 complet à Plauen, Vogtland. Cinq jours avant sa mort il confie à R.P.S. Lanrue la volonté d'un prochain album qu'il voulait indépendant à nouveau.

### Mort
Rio Reiser meurt le 20 août 1996, à l'âge de 46 ans d'une hémorragie interne.
Un concert commémoratif a eu lieu le 1er septembre avec les autres membres de Ton Steine Scherben et d'autres célébrités de la scène allemande.
Après avoir réglé des problèmes administratifs, Rio Reiser est enterré dans sa propriété de Fresenhagen où se retrouvent de nombreux fans et musiciens. Il sera ensuite transféré au cimetière Saint-Matthieu de Berlin après la vente de la ferme.
De janvier à mars 2010, une exposition lui est consacrée au Schwules Museum de Berlin.
De nombreux artistes reconnaissent Rio Reiser comme l'une de leurs influences, notamment pour sa maîtrise de la langue allemande et sa relation avec le public.

## Discographie

### Albums studio
- 1986: Rio I.
- 1987: Blinder Passagier
- 1990: ***
- 1991: Durch die Wand
- 1993: Über Alles
- 1995: Himmel und Hölle